# الهيئة الوطنية للبحث العلمي (الإمارات العربية المتحدة)

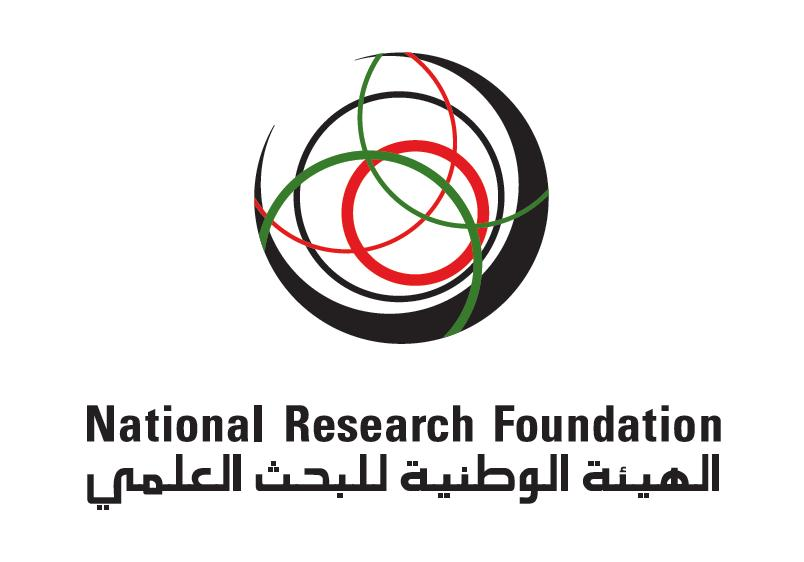
الهوية المؤسسية لمؤسسة الأبحاث الوطنية

الهيئة الوطنية للبحث العلمي هي مؤسسة تابعة لوزارة التعليم العالي والبحث العلمي في الإمارات العربية المتحدة. وفي عام 2008 تم إنشاء الهيئة لتعزيز النشاط البحثي في الجامعات والكليات الخاصة والعامة ، في مراكز البحث في المعاهد والشركات ، من قبل الأفراد وفرق البحث في الإمارات العربية المتحدة وفي بيان إنشائهاتم الإعلان أن الدولة ستخصص 100 مليون درهم سنوياً لدعم أنشطة الهيئة.
وتقوم الهيئة بإعداد وتنفيذ برنامج سنوي للبحوث في لعلوم والهندسة والتقنيات والطب والعلوم الصحية والاقتصاد والإدارة والاجتماع والزراعة والبيئة ومصادر المياه. كما تعزز إمكانات الدولة في المجالات الحديثة للبحوث العلمية مثل مجالات التقنيات الحيوية ومجالات النانوتكنولوجي وذلك بالتعاون الوثيق مع جامعة الإمارات وجامعة زايد وكليات التقنية العليا.
وفي عام 2012 مولت الهيئة 11 مشروع بحث علمي لجامعة الامارات في مجالات قضايا البيئة والتنمية الاجتماعية والصناعة وغيرها

## روابط خارجية
البحث العلمي والابتكار في جامعة الإمارات العربية المتحدة